# Alphonse d’Ève
Alphonse d’Ève (* 20. August 1666 in Brüssel; † 10. Oktober 1727 in Antwerpen) war ein flämischer Sänger, Komponist und Chorregent in den habsburgischen Niederlanden, dem heutigen Belgien.

## Leben und Wirken
Alphonse d’Ève war ein Sohn von Honoré-Eugène d’Ève, der ein aktiver Komponist und Mitglied der königlichen Kapelle in Brüssel war, er erhielt seine Ausbildung als Sängerknabe in der Kapelle von Sankt-Martin in Kortrijk, wo er anschließend für die musikalische Ausbildung der Knaben  verantwortlich wurde. Um 1700 wurde er Bassist an Sankt-Andries in Antwerpen, bevor er Chorregent an Sankt-Jakob in Gent wurde. Im Oktober 1718 wurde er Kapellmeister an der Liebfrauenkathedrale in Antwerpen. In dieser Funktion blieb er, bis zwei Jahre vor seinem Tod das Amt an Willem de Fesch überging.
Zu seinen Werken gehören sein Op. 1 Genius musicus divinis, Marianis ac sanctorum laudibus decoratus, et ecclesiastico ritui, unâ, 2, 3, 4, 5, tàm vocibus quàm instrumentis officiosus (Antwerpen, um 1700), bestehend aus einer Messe, einer Litanei und 10 Motetten, das Op. 3 Philimela delectans (Antwerpen, 1708), bestehend aus einer Messe, einer Kantate und 10 Motetten. Außerdem ist er Autor weiterer kirchlicher Werke, zum Teil mit Begleitung von zwei Violinen und B. c., Triosonaten (Estienne Roger, Amsterdam, 1702) und einer komischen Oper Het Gouvernement van Sancho Pança. Die meisten seiner Werke gelten als verschollen.

## Diskografie
- O Acerbi Motetus pro defunctis a 5 Voci et 6 Instrumenti.  Ensemble Il Fondamento und La Sfera del Canto, Paul Dombrecht, Label: Passacaille, 2000